# Домбский, Станислав
Станислав Домбский из Любранца (умер в 1809 году, Варшава) — государственный деятель и сенатор Речи Посполитой, последний воевода бжесць-куявский (1783—1795), консуляр Генеральной коронной конфедерации в Тарговицкой конфедерации в 1792 году.

## Биография
Представитель польского шляхетского рода Домбских герба «Годземба». Младший сын Антония Юзефа Домбского (1706—1771), воеводы бжесць-куявского (1734—1770), и Анна Каролины Любомирской, дочери воеводы сандомирского, князя Ежи Александра Любомирского
В 1761 году — полковник коронной булавы затем староста ковальский (1766), млодзиежинский (1770), и дыбовский (1784), войт ковальский. Неоднократно избирался депутатом на сеймы. В 1766 году от своего старшего брата Августа получил гусарскую хоругвь.
Во время Радомской конфедерации в 1767 году Станислав Домбский был маршалком куявским и иновроцлавским. С 30 января по 30 июня 1783 года он исполнял обязанности каштеляна бжесць-куявского. С 30 июня 1783 по 1795 год он занимал должность воеводы бжесць-куявского. Был консуляром и председателем апелляционных судов. В 1792 году был прикомандирован из сената в суды Ultimae instantiae Тарговицкой конфедерации.

## Собственность
В приданое за женой Станислав Домский получил 1800000 злотых и недвижимости на 500000 злотых в Пилице в Бяле. Он обладал значительным помещичьим имением, но жизнь за пределами заставила его продать семейную собственность Домбе в 1777 году.

## Награды
За свои заслуги он был награжден орденом Белого Орла (1785) и орденом Святого Станислава (1781).

## Семья и дети
Он женился на Марианне Жозефе Вессель (1730—1799), дочери старосты голубовского Станислава Весселя. Супруги имели следующих детей:
- Агнешка, жена графа Евгениуша Чкарбека, в разводе с 1818 года
- Теодора, жена Кшиштофа Ковнацкого (ум. 1852), ротмистра народной кавалерии. Супруги в разводе с 1818 года. Теодора унаследовала от отца имение Пилицы
- Марианна, жена Антония Колонны Валевского
- Адам, ротмистр народной кавалерии, военно-гражданский комиссар
- Станислав, приверженец Наполеона
- Юзеф (ум. 1808)